# Estilo Panaramitee

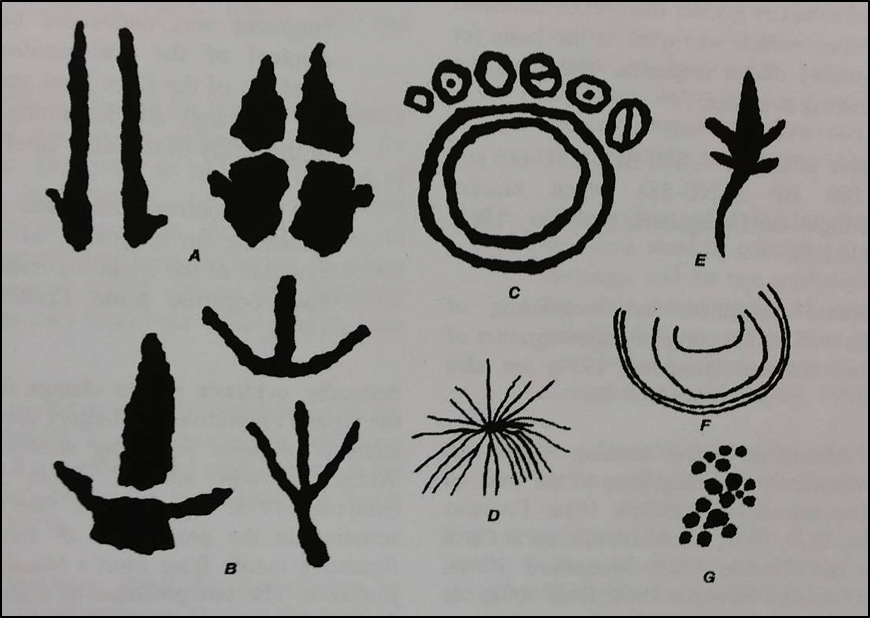
Motivos típicos del estilo Panaramitee: macropodiformes, huellas de pájaro, círculos, trazos radiales, medias lunas, puntos y lagartos.

El estilo Panaramitee, también conocido como trazos y círculos o Panaramitee Clásico, es un tipo particular de grabado piqueteado dentro del arte aborigen australiano. El estilo, cuyo nombre proviene de un sitio localizado en los Montes Flinders de Australia Del sur, representa una variedad de huellas de animales, incluidas las de macrópodos, pájaros y humanos, así como diseños radiales, círculos, puntos, medias lunas y espirales.

## El estilo
El arte rupestre del estilo Panaramitee se realiza mediante el piqueteado de rocas por la percusión indirecta, generalmente con una piedra de martillo puntiaguda. Hay algunos casos en los que se ha usado un martillo romo grande, como en la Península de Middle Arm, que se encuentra a dieciséis kilómetros al sureste de Darwin. 
Se estima que el 60% del estilo está formado por huellas de animales, el 20% por círculos, el 10% por líneas y el otro 10% por motivos misceláneos.

## Ubicaciones
Este estilo de petroglifo se identificó originalmente en varios sitios ubicados en la estación de ovejas de Panaramitee, como se ve en la figura 2.

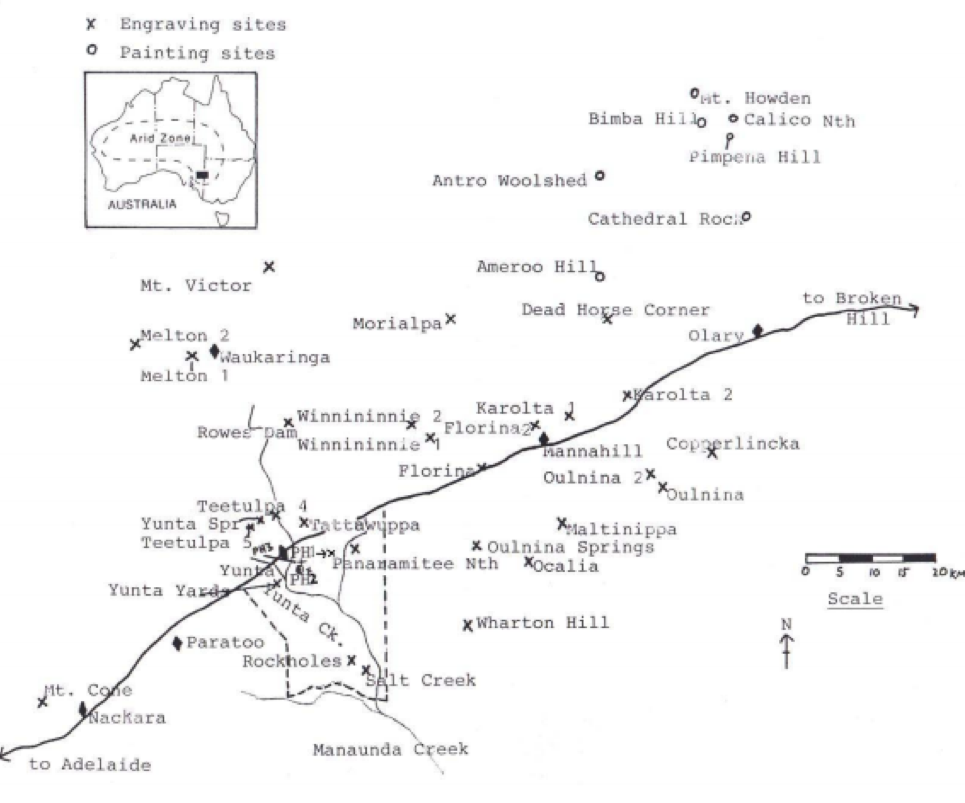
Figura 2. Mapa de la estación Panaramitee Sheep en Australia del Sur. Lugares con arte rupestre que contienen petroglifos típicos del estilo, marcados con cruces.

La primera persona que publicó sobre estos petroglifos fue Herbert Basedow, que examinó varios sitios de la región Panaramitee. En esta publicación también se incluyen las primeras manifestaciones de arte rupestre del pleistoceno fuera de Europa.
En 1976, Lesley Maynard publicó un artículo llamado Una aproximación arqueológica al estudio del arte rupestre australiano qué lo divide en tres estilos principales: Panaramitee, figurativo simple y figurativo complejo. Estos estilos se consideraron en su momento en orden cronológico, transformándose más adelante en estilos más avanzados, a medida que las manifestaciones se hacían más sofisticadas. No obstante, este punto de vista ya no se acepta con carácter general por la comunidad arqueológica.
Los grabados no se restringen a Australia Del sur y se han encontrado también en Australia Central, Nueva Gales del Sur, el Territorio del Norte, Queensland y Australia Occidental. En la siguiente figura se muestra un mapa de Australia donde los puntos negros indican lugares con grabados de estilo Panaramitee.

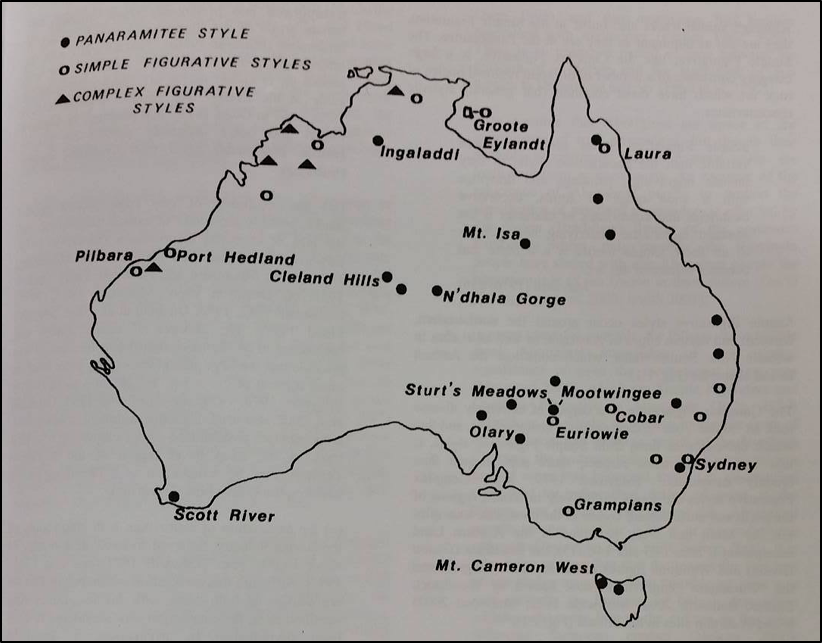
Mapa de Australia mostrando la ubicación de los sitios que contienen manifestaciones rupestres de estilo Panaramitee.

Entre estos sitios están el refugio rocoso de Puritjarra, N'Dahla Gorge, Ewaninga y Ooraminna, en Australia central; la cueva del Hombre Primivitov, en la región Laura de Queensland y, posiblemente, el Nappapethera Waterhole, en el suroeste del estado, Ingladdi en el Territorio del Norte, Sturt's Meadows en Nueva Gales Del Sur y el Río Scott, en Australia Occidental.

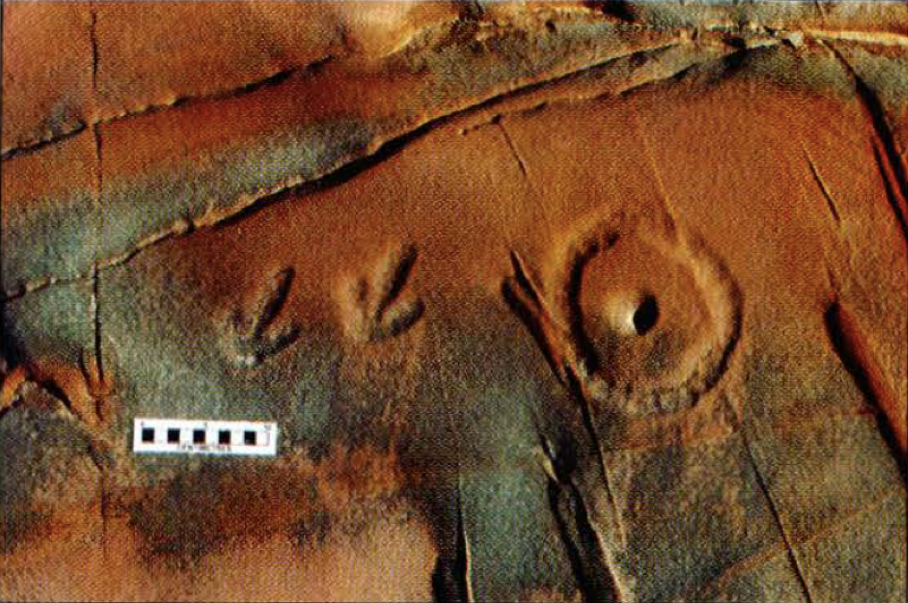
Fotografía de grabados de estilo Panaramitee, en la península de Middle Arm, Territorio Del norte, Australia.

Ha Habido algunas manifestaciones atribuidas al estilo Panaramitee en algunas localizaciones de Tasmania (marcadas en el mapa anterior), no obstante, podrían estar datadas en unos 2000 años de antigüedad, lo que podría ser inconsistente con la separación de Tasmania del continente.

## Antigüedad
Se ha establecido que el estilo Panaramitee tiene unos siete mil años de antigüedad, con base en técnicas de datación arqueológica, investigación antropológica y la aparición reciente de barreras geográficas y huellas animales correspondientes a megafauna extinta. Este arte rupestre es notablemente difícil de datar con exactitud, pues hay muy pocos ejemplos de asociaciones estratigráficas. No obstante, desde hace tiempo se asume que es un estilo muy antiguo, basado en una publicación de Basedow. En ella se justifica una antigüedad correspondiente al pleistoceno, con base en cuatro argumentos principales:
1. Los petroglifos se localizan en dos lugares inaccesibles por la erosión vertical
2. Se han encontrado rocas desprendidas en el suelo del valle, que se corresponden con otras partes situadas en la cara vertical de la roca.
3. La pátina oscura que cubre los petroglifos.
4. Las huellas de megafauna, como las del extinto diprotodon.[5]

Más tarde hubo otras atribuciones, por parte de Norman Tindale, que informan de huellas de genyornis y procoptodon cerca de Yunta Primaveras e informes de Charles P. Mountford sobre un cocodrilo de agua salada en la estación Panaramitee. 
Como la extinción de la mayoría de la megafauna ocurrió, al menos, hace 20000 años y la extinción de los cocodrilos de agua salada es de hace millones de años, estas especulaciones sugieren una gran antigüedad.
Las técnicas más modernas de datación no han apoyado estas afirmaciones, existiendo el consenso general de que el estilo emergió durante la primera mitad del Holoceno. Los cambios medioambientales que sugieren el movimiento de poblaciones desde refugios a otros lugares más áridos, en regiones centrales, dispersaron ciertas características tecnológicas y sociales, incluyendo el arte. 
La fecha concluyente más antigua con la que se ha datado el estilo rupestre Panaramitee pertenece a la cueva de Hombre Primitivo y oscila entre el 13000 y el 14000 AP.
Las manifestaciones de la región de Laura, aunque encajan con el estilo Panaramitee, no han podido atribuirse a éste, por las diferencias en los motivos que quizás se originaron en la región de Laura, pero cambiaron geográficamente. 
El estilo Panaramitee se practica aún en la actualidad, como se sabe a partir de un buen número de ejemplos etnográficos etnográficos. Desde, al menos, los últimos 13000 años, las personas aborígenes australianas han estado produciendo petroglifos de estilo Panaramitee y manteniendo esta tradición hasta el día de hoy.

## Significados del arte Panaramitee
Los círculos del arte aborigen australiano se interpretan a menudo como fuentes de agua, mientras que las líneas radiales indican el camino hacia un ser ancestral. Una interpretación común es que estos motivos proporcionan un conocimiento compartido a los viajeros que se mueven por ese paisaje, describiendo rutas importantes para la obtención de recursos. Los significados, no obstante, pueden cambiar con el tiempo, con potenciales significados múltiples para grupos diferentes de personas, en momentos diferentes.